# Philip Henry Gosse
Philip Henry Gosse (født 6. april 1810, død 23. august 1888) var en engelsk naturalist og videnskabsmand, far til Edmund Gosse.
Han var købmand, men benyttede sine forretningsrejser til at gøre naturvidenskabelige studier og foretage indsamlinger. 1827—38 berejste han Newfoundland, Canada og Alabama, senere Jamaica. Efter 1850 beskæftigede han sig fortrinsvis med studier over dyrelivet i havet. Af hans litterære arbejder er følgende de
vigtigste: The Canadian naturalist (1840), The birds of Jamaica (1847), A naturalists sojourn in Jamaica (1851), A naturalists rambles on the Devonshire coast (1853), Manual of marine zoology (1855—56) og British Sea-Anemones and Corals (1860).